# Inverallan
Inverallan é uma das paróquias que formavam a paróquia eclesiástica (depois civil) de "Cromdale, Inverallan e Advie" em Morayshire na Escócia. 
Em geral, é equivalente à área hoje conhecida como Grantown. 